# Sini rid
Sini rid (bulgariska: Сини рид) är ett distrikt i Bulgarien.   Det ligger i kommunen Obsjtina Ruen och regionen Burgas, i den östra delen av landet, 300 km öster om huvudstaden Sofia.
Trakten runt Sini rid består till största delen av jordbruksmark. Runt Sini rid är det ganska tätbefolkat, med 160 invånare per kvadratkilometer.